# Metrosideros perforata
Metrosideros perforata is een klimplant uit de mirtefamilie (Myrtaceae). In het Engels staat de soort bekend als de small white rātā, climbing rata of white rata en in het Maori als akatea or akatorotoro.
De soort is endemisch in Nieuw-Zeeland, waar deze voorkomt op de Driekoningeneilanden, het Noordereiland en het Zuidereiland. Op het laatstgenoemde eiland komt de soort voor tot in de noordelijke delen van Otago en Fjordland. De plant groeit zowel in kustbossen als montane bossen. Het is een weelderige plant die groeit in open struikgewas, dichte bossen en rotsachtig terrein. De plant klimt op langs bomen en struiken, maar ook langs rotswanden en rotspartijen.
... · 
M. albiflora · 
M. diffusa · 
M. excelsa (Pohutukawa) · 
M. fulgens · 
M. kermadecensis · 
M. perforata · 
M. polymorpha (Ohia lehua)
M. robusta (Noordelijke rata) · 
M. umbellata (Zuidelijke rata) · 
...